# Fontaine de Beaune-Semblançay
La fontaine de Beaune-Semblançay est une fontaine du XVIe siècle, toujours fonctionnelle, située à Tours dans le Vieux-Tours. Elle fait l’objet d’un classement au titre des monuments historiques depuis le 12 juillet 1886.

## Localisation
La fontaine de Beaune-Semblançay est installée au centre du jardin du même nom, dans la partie nord de Tours, près de la rive gauche de la Loire, au cœur d'un îlot circonscrit par les rues Nationale et Jules-Favre d'une part, Berthelot et Colbert d'autre part. Le jardin est lui-même entouré de plusieurs vestiges de l'hôtel de Beaune-Semblançay.

## L'adduction d'eau à Tours auXVIesiècle
Vers 1505, l'alimentation de Tours en eau ne repose plus depuis bien longtemps sur l'aqueduc gallo-romain dit « de Fontenay », et le captage des eaux de la fontaine de la Carre à Joué-lès-Tours, mis en place sur décision du roi Louis XI en 1475, n'est plus suffisant.
En 1507, on fait donc appel au maître fontainier rouennais Pierre de Valence (ou Pierre Valence) qui conçoit le projet d'un captage des sources du Limançon à Saint-Avertin. Les eaux de cette source située sur le coteau sud de Tours, de l'autre côté du Cher, sont acheminées par gravité jusque dans six fontaines publiques de la ville, dont la fontaine de Beaune-Semblançay.

## Michel Colombe et son atelier de sculpture
Michel Colombe, sculpteur français né vers 1430 et mort avant 1515, s'est installé à Tours en 1496.
Il a réuni dans son atelier de nombreux autres sculpteurs et, parmi eux, son neveu Guillaume Regnault qui prendra sa suite à la tête de l'atelier. C'est au gendre de ce dernier, Bastien François, et à son frère Martin que l'on doit la fontaine de Beaune-Semblançay.

## La fontaine de Semblançay

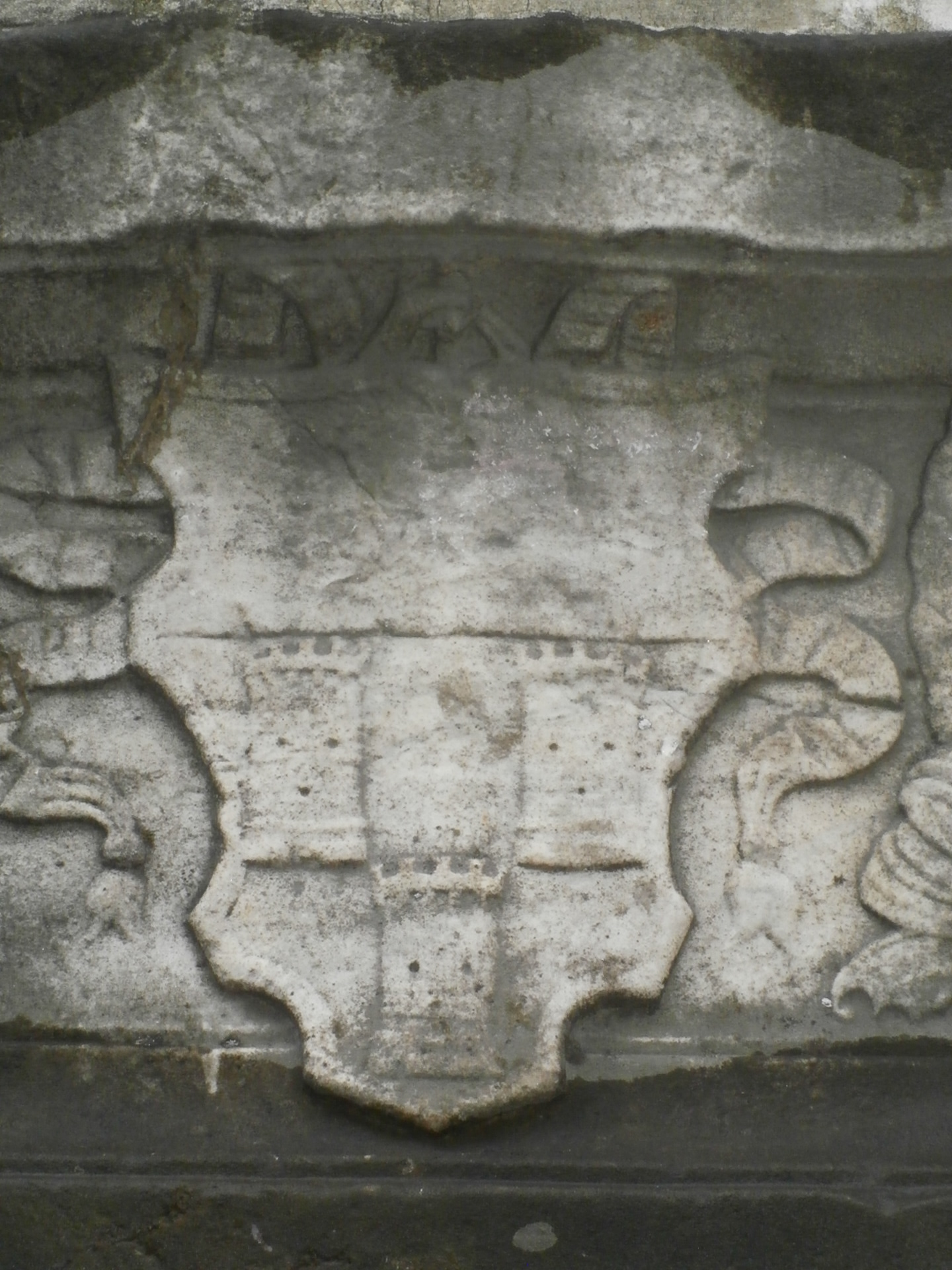
Blason de Tours mutilé.

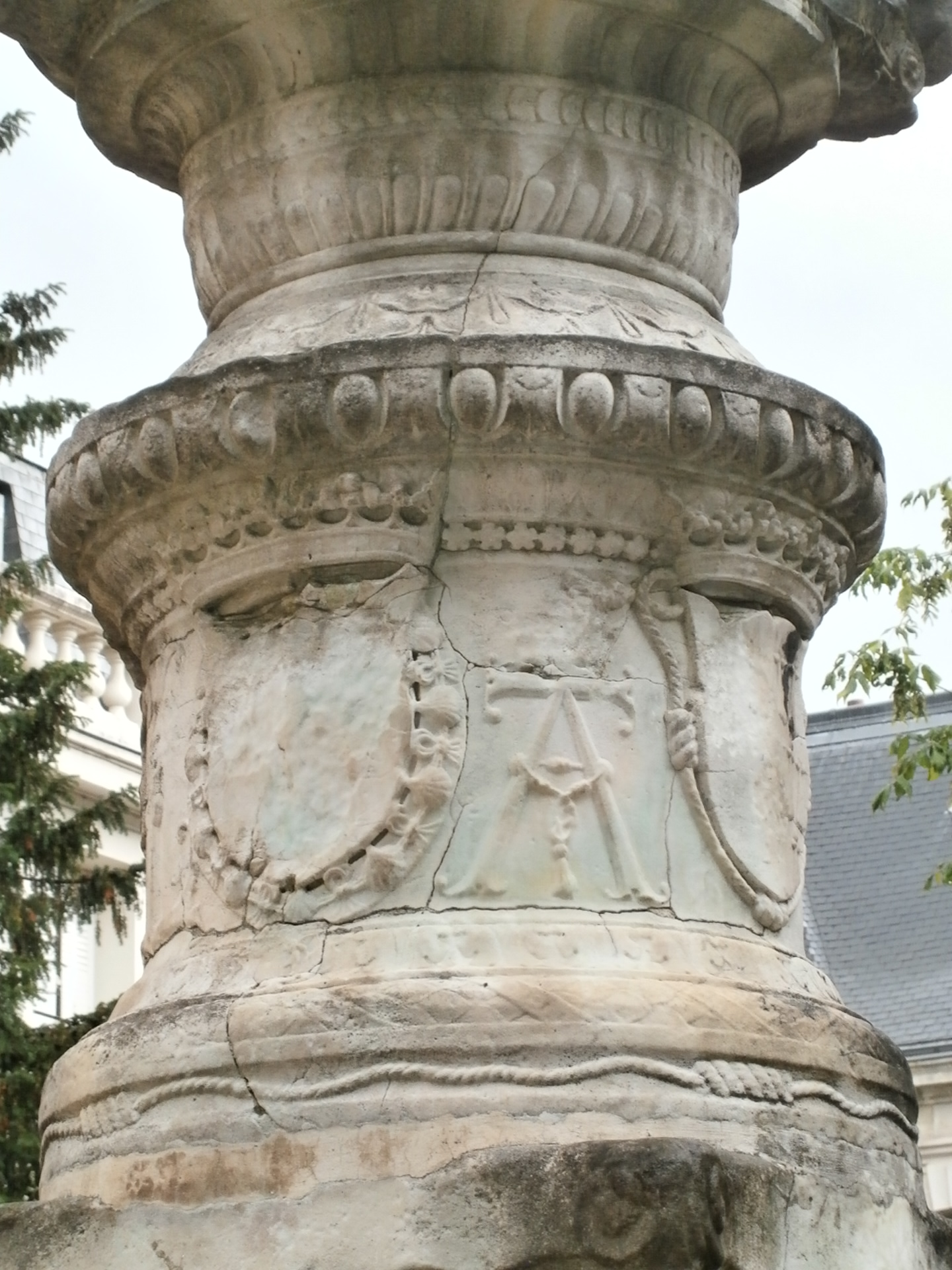
Monogramme d'Anne de Bretagne.

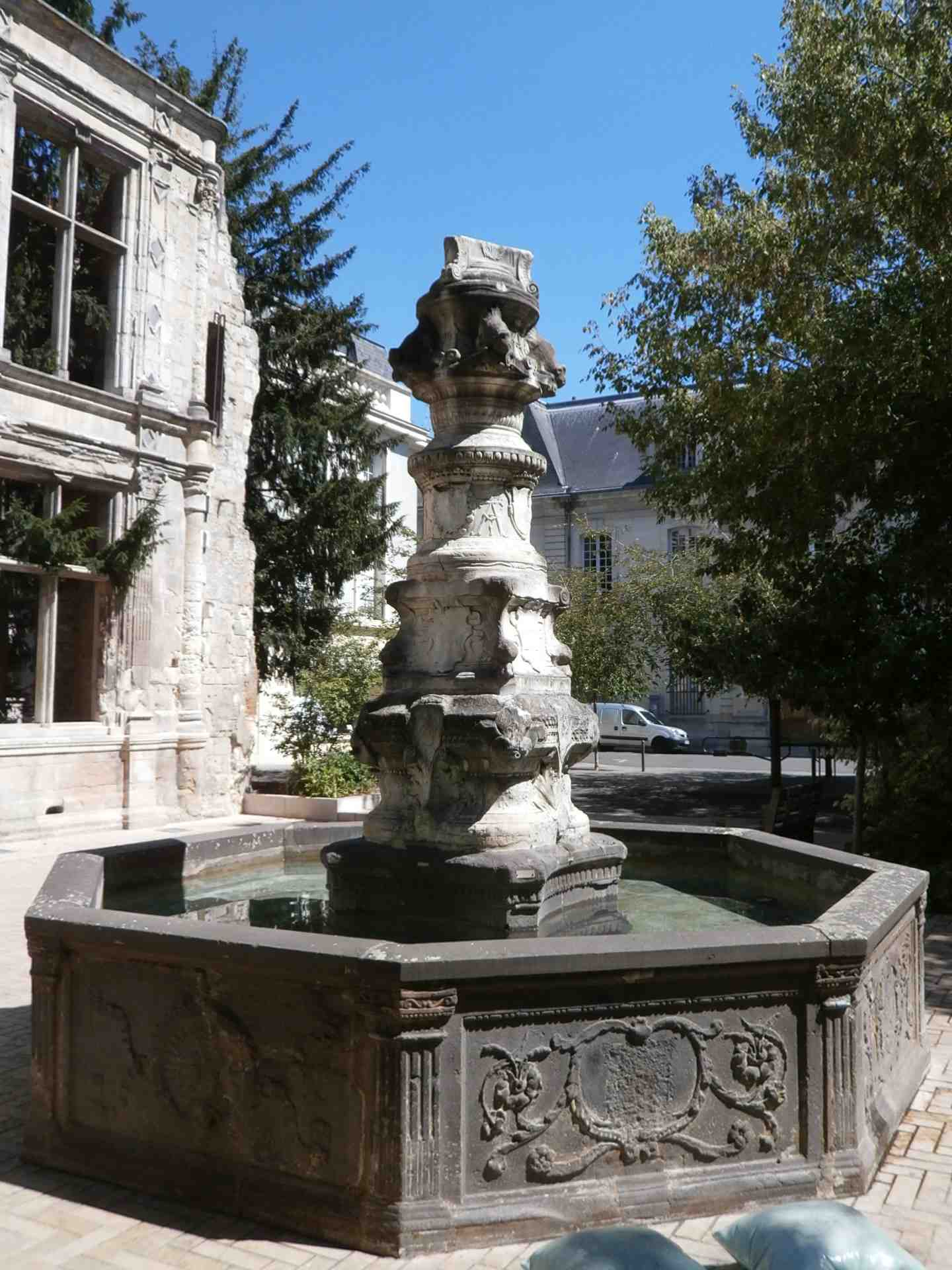
Fontaine vandalisée.

### Description
Les lignes qui suivent décrivent la fontaine dans son état antérieur à juillet 2012 (voir plus loin « Une victime du vandalisme »).

#### Matériaux
Le bassin est en pierre de Volvic ; il a été financé par la municipalité de Tours.
La pyramide qui le surmonte (hauteur : 4,20 m) est composée de quatre blocs de marbre que Jacques de Beaune a fait venir de Gênes à ses frais.

#### Architecture et décor
La pyramide est ornée des monogrammes de Louis XII (L), de son épouse Anne de Bretagne (A) et des blasons de France et de la ville de Tours, dont les fleurs de lys ont été détruites, probablement sous la Révolution française.
La pyramide est également décorée avec le blason de la famille de Beaune (de gueules au chevron d'argent accompagné de trois besants d'or).
Cette pyramide fut autrefois surmontée d'une terrasse ornée de fleurs portant une couronne supportant elle-même un crucifix.

### Emplacements successifs
Depuis sa construction, la fontaine de Beaune-Semblançay a vécu plusieurs « déménagements » :
- 1511 - dès sa construction, la fontaine est installée au Carroi de Beaune, au carrefour de la Grande Rue (actuelles rues du Commerce et Colbert) et de la rue Traversaine (approximativement recouverte par la rue Nationale) ; elle est donc toute proche de l'hôtel de Beaune-Semblançay ;
- 1777 - pour permettre le percement de la toute nouvelle rue Royale (rue Nationale), la fontaine est démontée et stockée ;
- 1820 - elle est installée place du Grand-Marché où elle permet aux commerçants de s'approvisionner en eau sur le marché ;
- 1958 - la fontaine revient dans le quartier de sa « naissance », au milieu du jardin de Beaune-Semblançay.

Sur les divers emplacements qu'elle a pu occuper, la fontaine a toujours été alimentée et fonctionnelle.

### Une victime du vandalisme
Au début du mois de juillet 2012, la fontaine a été vandalisée. Sa partie terminale a été volontairement brisée, amputant la fontaine d'une hauteur de plus de 1 m. Début février 2022, la restauration de la fontaine, qui est également dégradée par 500 ans de fonctionnement presque continu, n'a pas encore eu lieu.